# Tweeklank (muziek)
In de muziek is een tweeklank het tegelijktijdig klinken van twee tonen. Men spreekt dan ook wel van een harmonisch interval.

## Eigenschappen
Tweeklanken kennen verschillende eigenschappen:
- Men ervaart in muziek een tweeklank als één samenklinkende gestalte, zelfs in geval van grote dissonantie of wijd uiteen liggende tonen.
- Het verschil in frequentie tussen de hoogste en laagste toon kan een verschiltoon opleveren, die afhankelijk van de resulterende frequentie al dan niet hoorbaar is. 
Daarbij geldt: f(verschiltoon) = f(hoogste toon)-f(laagste toon)
Voorbeeld 1: een toon van 440 Hz (a') en een toon van 660 Hz (e') genereert een verschiltoon van 220 Hz (een a een octaaf lager dan de a' van 440 Hz)
Voorbeeld 2: een toon van 440 Hz en een dichtbijgelegen toon van 460 Hz genereert een verschiltoon van 20 Hz (een zeer lage toon)
- De som van de frequenties van twee tegelijk klinkende tonen kan een somtoon opleveren, die afhankelijk van de resulterende frequentie al dan niet hoorbaar is.
Daarbij geldt: f(somtoon) = f(laagste toon)+f(hoogste toon)
Voorbeeld 1: een toon van 440 Hz en een toon van 660 Hz (e') genereert een somtoon van 1100 Hz (cis, een octaaf+terts hoger dan de a)
Voorbeeld 2: een toon van 6 Hz (onhoorbaar laag) en een toon van 12Hz (onhoorbaar laag) genereren een somtoon van 18 Hz (net waarneembaar als zeer lage brom)
- Tweeklanken die tonen uit een toonladder betreffen worden in de muziektheorie meestal met intervalnamen aangeduid, zoals prime, secunde, terts enzovoorts.
- Als de twee tonen afzonderlijk door twee geluidsbronnen worden gegenereerd zal men een duidelijker stereo-ervaring horen, dan wanneer de tweeklank vanaf een enkele geluidsbron komt. De twee tonen van de tweeklank zullen dan ook minder snel als samensmelting worden ervaren indien bijvoorbeeld de ene toon van een viool komt, en de andere van een piano.